# Lore City
Le village américain de Lore City est dans le comté de Guernsey, dans l’Ohio. Lors du recensement de 2010, il comptait 325 habitants.